# Coprosma ernodeoides
Coprosma ernodeoides är en måreväxtart som beskrevs av Asa Gray. Coprosma ernodeoides ingår i släktet Coprosma och familjen måreväxter. Inga underarter finns listade i Catalogue of Life.